# Bauer Lajos (honvédtiszt)
Bauer Lajos (Nagyenyed, 1814 – Gáncs, 1863. május 15.) honvédtiszt.

## Származása, pályája a császári és királyi hadseregben
Vagyontalan német eredetű polgárcsaládból származott. Tanulmányait a grazi katonaiskolában végezte, majd 1832-ben hadapródként lépett a császári és királyi hadseregbe. 1848 tavaszán főhadnagyi rangban az 51. (Károly Ferdinánd) gyalogezred segédtisztje volt.

## Szerepe az 1848–49-es szabadságharcban
A március 15-ei forradalom után felajánlotta szolgálatait a magyar kormánynak. Részt vett a Nagybányai nemzetőrség szervezésében. Októbertől a felső-erdélyi honvédsereg parancsnokává kinevezett Baldacci Manó vezérőrnagy segédtisztje lett. December elején az erdélyi hadsereg újjászervezésekor századossá léptették elő. A 32. honvédzászlóalj állományában ekkortól Bem József vezérőrnagy törzsének parancsnoka volt. 1849. február 3-án január 23-ától számítandó ranggal beosztásának megtartása mellett őrnaggyá léptették elő. Részt vett az erdélyi felszabadító hadműveletekben. 1849. április 2-án Bem Dés térparancsnokává nevezte ki. A szabadságharc végéig ebben a beosztásban maradt, majd csatlakozott Kazinczy Lajos hadosztályához, és 1849. augusztus 24-én Zsibónál velük együtt tette le a fegyvert. Az aradi hadbíróság 1850. március 14-én tíz év várfogságra ítélte. 

## A szabadságharc után
Josefstadtban töltött rabsága alatt megírta emlékiratait, melyben a piski csatáig beszéli el az szabadságharc erdélyi eseményeit. 1857-ben amnesztiát kapott, ezután felesége – Czetz Róza – gáncsi birtokán telepedett le, és haláláig jegyzőként tevékenykedett.
Emlékiratait Makray László, volt honvéd ezredes adta ki Bauer őrnagy, Bem tábornok főhadsegédének hagyományai 1848 és 1849-ből címmel 1870-ben Pesten, melyről ismertető jelent meg a Hon 252. és 253. számában, illetve a Figyelő 1871 évi 1. számában.